# Cour des Trois Coquins

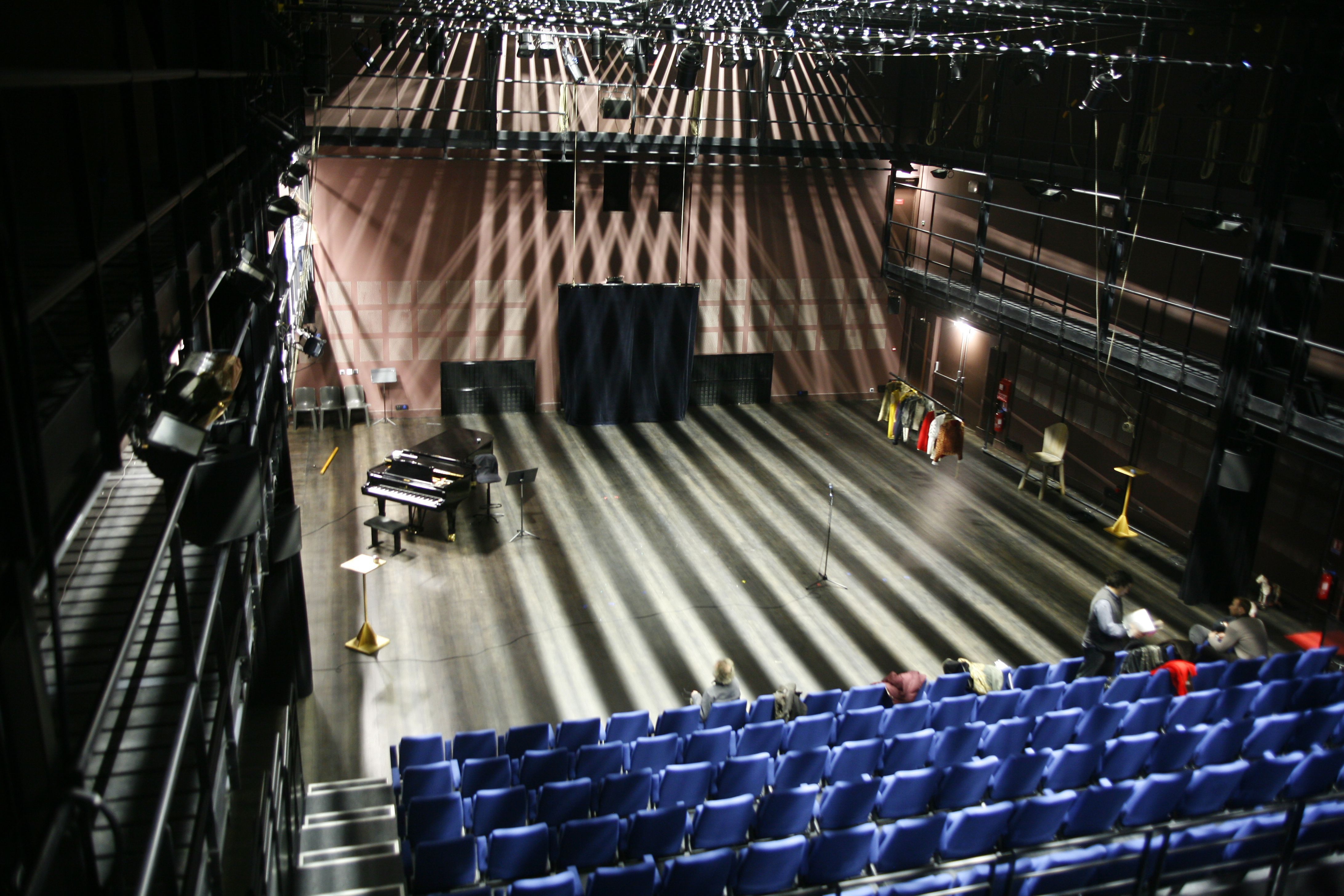
Salle Beckett, Cour des Trois Coquins

La Cour des Trois Coquins - Scène vivante est un lieu de la ville de Clermont-Ferrand pour la représentation du spectacle vivant contemporain : théâtre, danse, musique, lectures, etc. 
Le lieu est situé dans le quartier Anatole-France, il accueille depuis de nombreuses années des troupes de théâtre professionnelles en résidence de création et en diffusion. et des spectacles. À l'origine friche artistique gérée sur le modèle associatif, le site a été racheté par la Ville, qui a mené des travaux importants. Le lieu est ouvert sous sa forme actuelle depuis 2007. 
La Cour des trois Coquins - Scène vivante accueille une trentaine de compagnies en résidence et/ou en diffusion chaque année. Ce lieu permet l'expérimentation artistique et favorise les échanges entre les différents publics et les artistes. Deux à trois fois par an, les "Cour en Chantier" proposent d'ouvrir les portes des salles de la Cour et invite les publics à venir découvrir des spectacles en cours de travail.
La plus grande salle est nommée « salle Beckett » (220 places) et accueille toute l'année des spectacles de théâtre, de danse contemporaine, des lectures, etc., par des compagnies de la région et de la France entière.
Les autres salles ont pour nom : 
- salle Strehler (82 places)
- salle Kantor (56 places)
- salle Renaud (60 places)

Par ailleurs, le Centre de documentation Franca Rame propose des ouvrages sur le théâtre, le spectacle vivant ou la culture en général. 